# Arroio Castelhano
Arroio Castelhano är ett vattendrag i Brasilien.   Det ligger i delstaten Rio Grande do Sul, i den södra delen av landet, 1 600 km söder om huvudstaden Brasília.
Trakten runt Arroio Castelhano består till största delen av jordbruksmark. Runt Arroio Castelhano är det ganska tätbefolkat, med 134 invånare per kvadratkilometer.